# Monte Saint-Michel

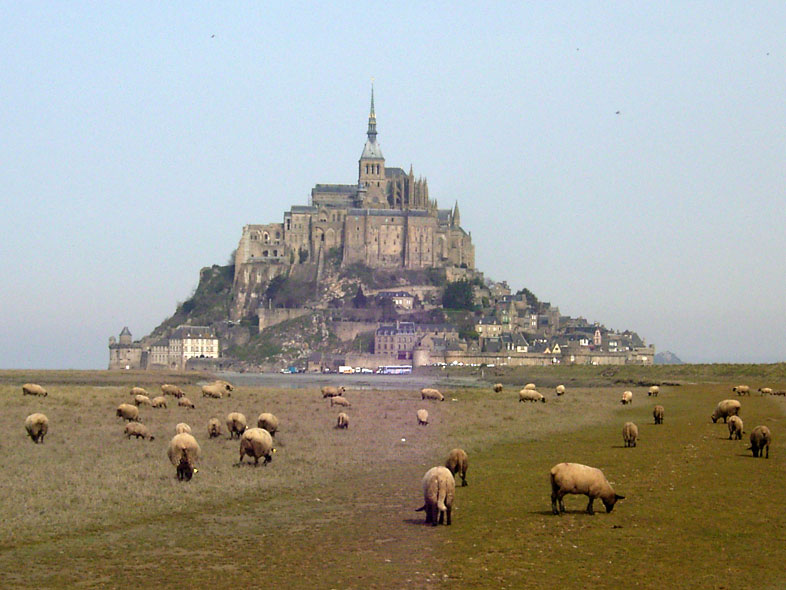
Paisagem bucólica típica do monte Saint-Michel

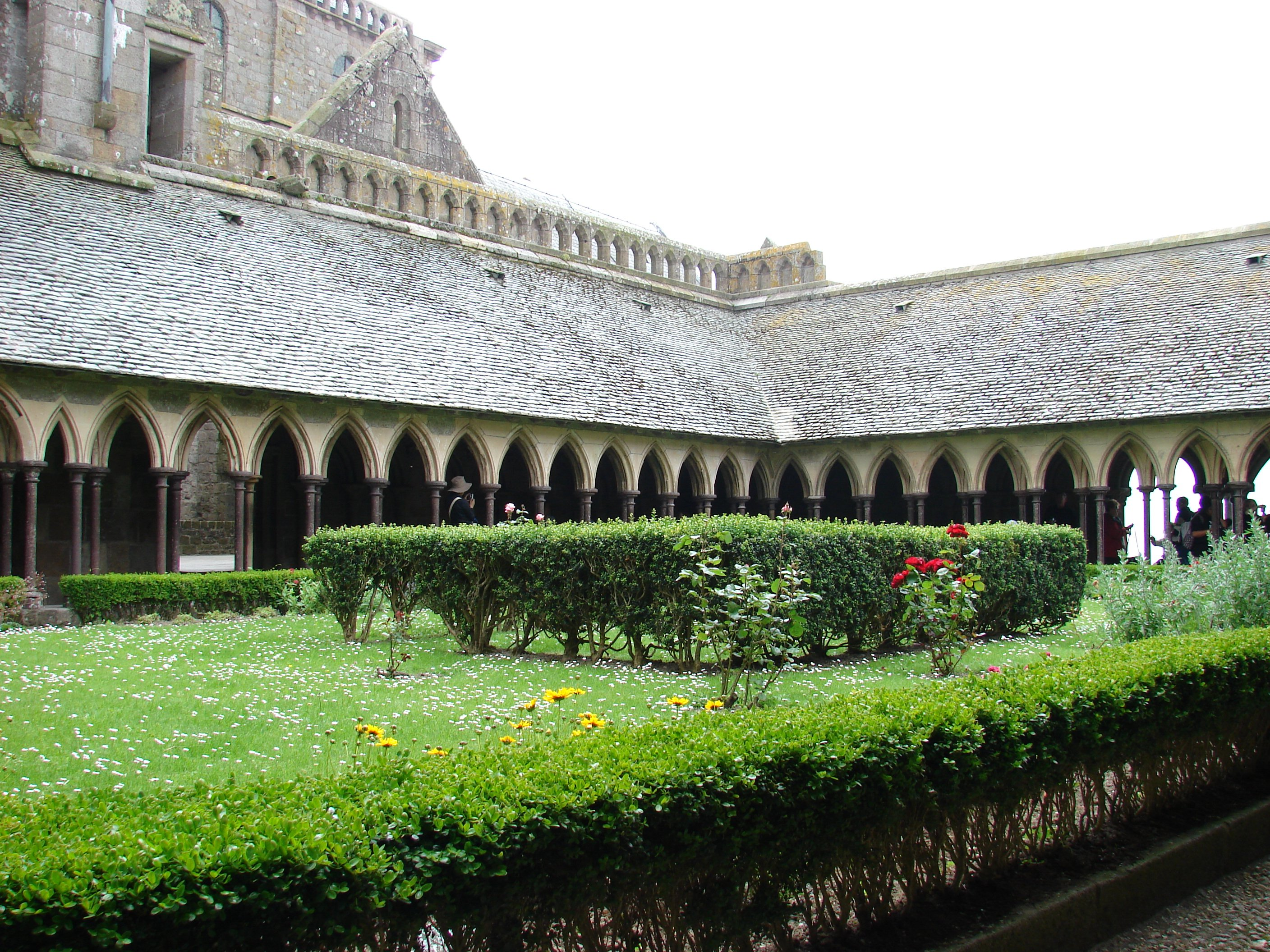
Pátio do Claustro Mont Saint Michel

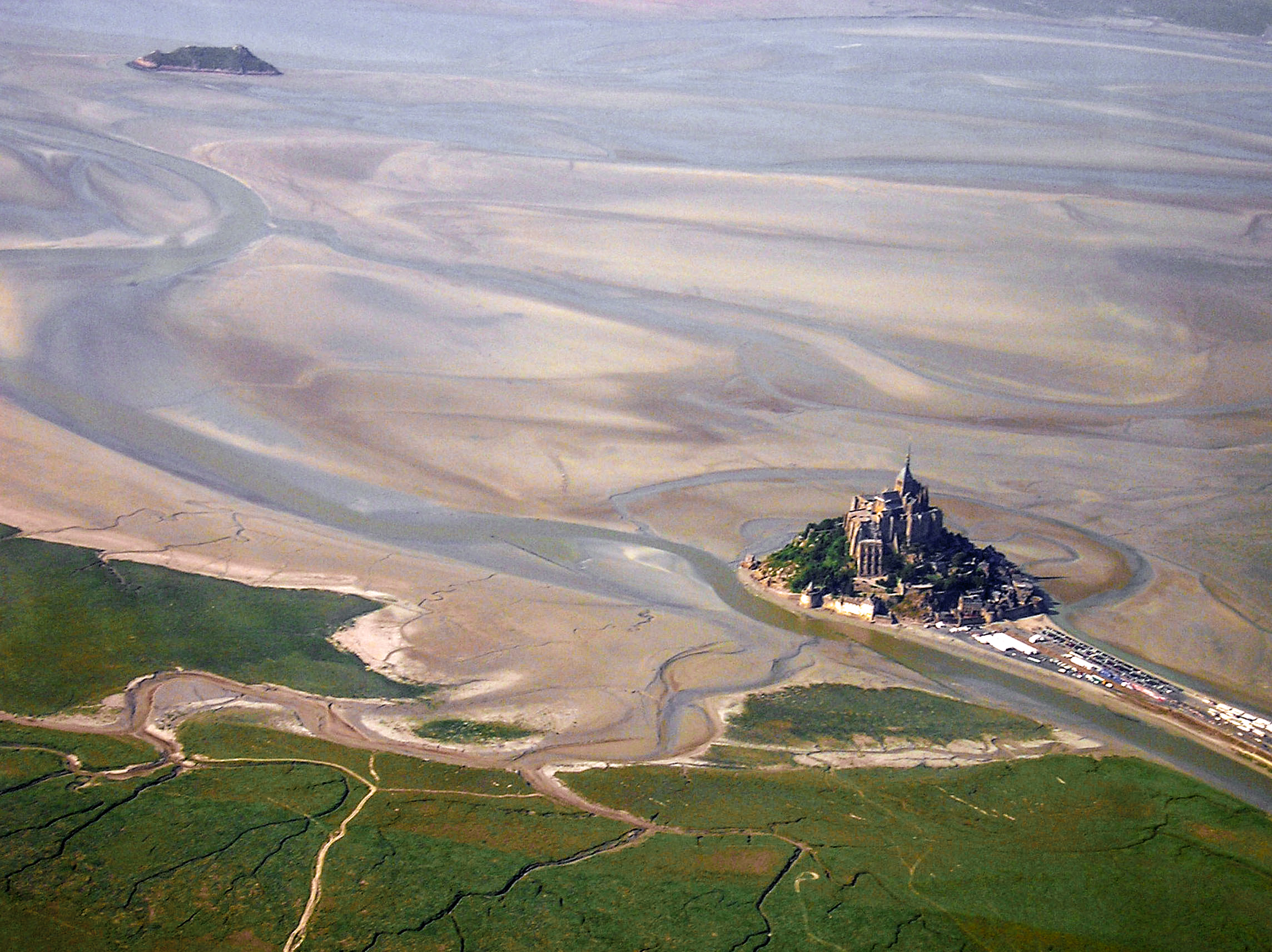
Vista aérea

O Monte Saint-Michel (francês Mont-Saint-Michel) é uma ilha rochosa na foz do Rio Couesnon, no departamento da Mancha, na França, onde foi construída uma abadia (abadia do Monte Saint-Michel) e santuário em homenagem ao arcanjo São Miguel. Seu antigo nome é "Monte Saint-Michel em perigo do mar" (Mons Sancti Michaeli in periculo mari).
Este mosteiro, fortificado no século XIII, integra um conjunto com mais três cidades cujas fortificações e desenvolvimento são notáveis: Aigues-Mortes (1270-1276), ponto de reunião dos Cruzados rumo à Terra Santa, Carcassone, célebre por suas defesas, e Avinhão, sede alternativa da Cristandade (1309-1377). Estas cidades fortificadas, denominadas "bastides" marcavam a fronteira dos reinos ao final da Idade Média, servindo como elementos de defesa e dando ao povo novas oportunidades sociais.
Foram construídas mais de 300 só na França, entre os anos de 1220 e 1350. Além das "bastides", foram projetadas e construídas em toda a Europa, de Portugal à Polônia, e nomeadamente no sudoeste da França, entre 1136 e 1270 aproximadamente, numerosas "villeneuves" (cidades novas), que muito contribuíram para o nascimento e consolidação de uma classe social burguesa.

## Arquitetura
A arquitetura prodigiosa do monte Saint-Michel e sua baía constituem o ponto turístico mais frequentado da Normandia e um dos primeiros da França, com cerca de 3 200 000 visitantes por ano. Uma estátua de São Miguel colocada no topo da igreja abacial culmina a 170 metros de altura. Diversos prédios e habitações do sítio são, a título individual, classificados como monumentos históricos (a igreja paroquial desde 1909, por exemplo) ou inscritos no inventário suplementar de monumentos históricos.

## História
Crê-se que a história da abadia do monte Saint-Michel começou em 708, quando Aubert, bispo de Avranches, mandou construir no monte Tombe um santuário em honra a São Miguel Arcanjo (Saint-Michel). No século X os monges beneditinos instalaram-se na abadia e uma pequena vila foi-se formando aos seus pés. Durante a Guerra dos Cem Anos, entre França e Inglaterra, o Monte Saint-Michel foi uma fortaleza inexpugnável, resistindo a todas as tentativas inglesas de tomá-la e constituindo-se, assim, em símbolo da identidade nacional francesa. Após a dissolução da ordens religiosas ditadas pela Revolução Francesa de 1789 até 1863 o Monte foi utilizado como prisão. Declarado monumento histórico em 1987, o sítio figura desde 1979 na lista do Patrimônio Mundial da UNESCO.

## Marés
O monte era ligado ao continente através de um tômbolo natural que era coberto pelas marés altas. Ao longo dos séculos a planície alagável em torno foi sendo drenada para criação de pastagens, reduzindo a distância do rochedo à terra, e o rio Couesnon foi canalizado, diminuindo seu aporte de água e acelerando o assoreamento da baía. Em 1879 o istmo foi reforçado e tornou-se uma passagem seca perene. Em 2006 o governo francês anunciou um projeto para tornar novamente o monte uma ilha com a construção de barragens, devendo ser completado em 2012. A última linha de trabalho é agora visível ao pé das muralhas.
Deu-se início à colocação do deck de madeira. Um grupo de nove empresas de madeira do Grande Oeste foi escolhido para fornecer a madeira que irá revestir a futura passarela. Serão entregues 650m3 de madeira. Essas plataformas cobrirão as calçadas em ambos os lados do acesso ao Mont-Saint-Michel.
Desde 28 de abril de 2012, os visitantes são recebidos em um Centro de Informações Turísticas, temporário (TIC). Depois de um ano de construção, o CIT definitivo abrirá suas portas nas imediações da estação de ônibus, localizada no coração do parque. O novo CIT receberá os visitantes do Mont-Saint-Michel, em um espaço dedicado e que ilustra visualmente a baía, e regiões da Normandia e Bretanha.
No dia 10 de julho de 2013, o Tour de France retornou ao Mont-Saint-Michel para comemorar o seu centenário, com a última milha, perto da ponte de pedestres em construção.